# Grb dinastije Vojislavljevića
Grb dinastije Vojislavljevići, vladara dukljanske države (od početka 11. st. do konca 12. st.),imao je zlatnu kosu lentu, s heraldičke lijeve u desnu stranu, koja je razdvajala dijagonalni crveni izduženi štit. 
Na Grbu Vojislavljevića zastupljene su boje crvena i zlatna, kojima se u heraldici simbolizira hrabrost i velikodušnost. 
Grb Vojislavljevića je temelj na osnovu kojega se povijest crnogorskog državnog grba.

## Vanjske poveznice
CRNOGORSKI DRŽAVNI I DINASTIČKI GRBOVI, na crnogorskom jeziku